# ابن مجاشع
عمران بن موسى بن مجاشع الجرجاني، أبو إسحاق الجرجاني السختياني المعروف بابن مجاشع، يعد محدث جرجان في زمانة وهو ثقة ثبت، ولد سنة بضع عشرة ومائتين، وكان كثير التصنيف والرحلة، مات بجرجان في رجب، سنة خمس وثلاثمائة وهو في عشر المائة.

## أقواله
قال عمران بن موسى الجرجاني: سمعت سويد بن سعيد يقول : سمعت مالكا وشريكا وحماد بن زيد وابن عيينة والفضيل بن عياض ومسلم بن خالد وابن إدريس وجميع من حملت عنه العلم يقولون : الإيمان قول وعمل، يزيد وينقص . والقرآن كلام الله من صفة ذاته، غير مخلوق، من قال : إنه مخلوق، فهو كافر.
قال عمران : بهذا أدين، وما رأيت محدثا إلا وهو يقوله.

## روايته للحديث النبوي
- سمع من هدبة بن خالد وشيبان بن فروخ وإبراهيم بن المنذر الحزامي وابني أبي شيبة وسويد بن سعيد وأبي الربيع الزهراني وطبقتهم.
- حدث عنه : رفيقه إبراهيم بن يوسف الهسنجاني وأبو عبد الله بن الأخرم والحافظ أبو علي النيسابوري وأبو عمرو بن نجيد وأبو عمرو بن حمدان وأبو بكر الإسماعيلي وأبو أحمد الغطريفي ومحمد بن داود بن سليمان وخلق كثير. وحدث بنيسابور قديما فأخذ عنه : أبو حامد بن الشرقي والكبار.[2]
- الجرح والتعديل: قال أبو بكر الإسماعيلي: صدوق محدث جرجان في زمانه. وقال أبو عبد الله الحاكم النيسابوري: ثبت مقبول، ومرة: صدوق محدث بلده. وقال الذهبي: محدث جرجان. وقال جلال الدين السيوطي: الحافظ الثقة. وقال عبد الحي بن العماد الحنبلي: من الثقات الأثبات.[1]